# Kurt Prokscha
Kurt Prokscha (* 2. Februar 1919 in Hindenburg; † 23. Januar 1998 in Riedlingen) war ein deutscher Dirigent und Musikdirektor.

## Leben
Prokscha wuchs in Gleiwitz auf. Nach dem Abitur dort studierte er in Brieg Musik. Die Einberufung zur Wehrmacht führte ihn nach Eckernförde, wo er einem dort stationierten Musikcorps angehörte. Kurz nach Ende des Zweiten Weltkrieges war Prokscha in Eckernförde Mitbegründer und musikalischer Leiter eines ersten Sinfonieorchesters nach dem Krieg für Schleswig-Holstein: dem Schleswig-Holsteinischen Konzertorchester GmbH. Nachdem das Unternehmen aufgrund der Währungsreform 1948 Konkurs anmelden musste und auch das als „ehemaliges Schleswig-Holsteinisches Konzertorchester“ weitergeführte „reine Orchester“ nur noch zu wenige Auftritte absolvierte, folgte Prokscha 1950 einem Angebot aus Bad Buchau und übernahm dort als städtischer Musikdirektor die Leitung eines Chors und der Stadtkapelle, die er alsbald zu einem symphonischen „Städteorchester Bad Saulgau – Riedlingen – Bad Buchau“ ausbaute. Gleichzeitig leitete er im südlichen Teil von Baden-Württemberg weitere symphonische Orchester – beispielsweise das Städtische Orchester der Stadt Friedrichshafen – und war als Musikpädagoge tätig. Mit dem Städtischen Orchester Friedrichshafen sorgte Prokscha auch für den musikalischen Rahmen der SWF-Hafenkonzerte. 1992 beendete Prokscha aus gesundheitlichen Gründen seine Tätigkeit.
Für sein Wirken wurde Prokscha 1982 mit dem Bundesverdienstkreuz am Bande ausgezeichnet.